# KB Trepça
El KB Trepça  es un club de baloncesto profesional de la ciudad de Kosovska Mitrovica, que milita en la Superliga, la máxima categoría del baloncesto kosovar y en la Liga Unike. Disputa sus partidos en la Salla e sporteve Minatori, con capacidad para 4100 espectadores.

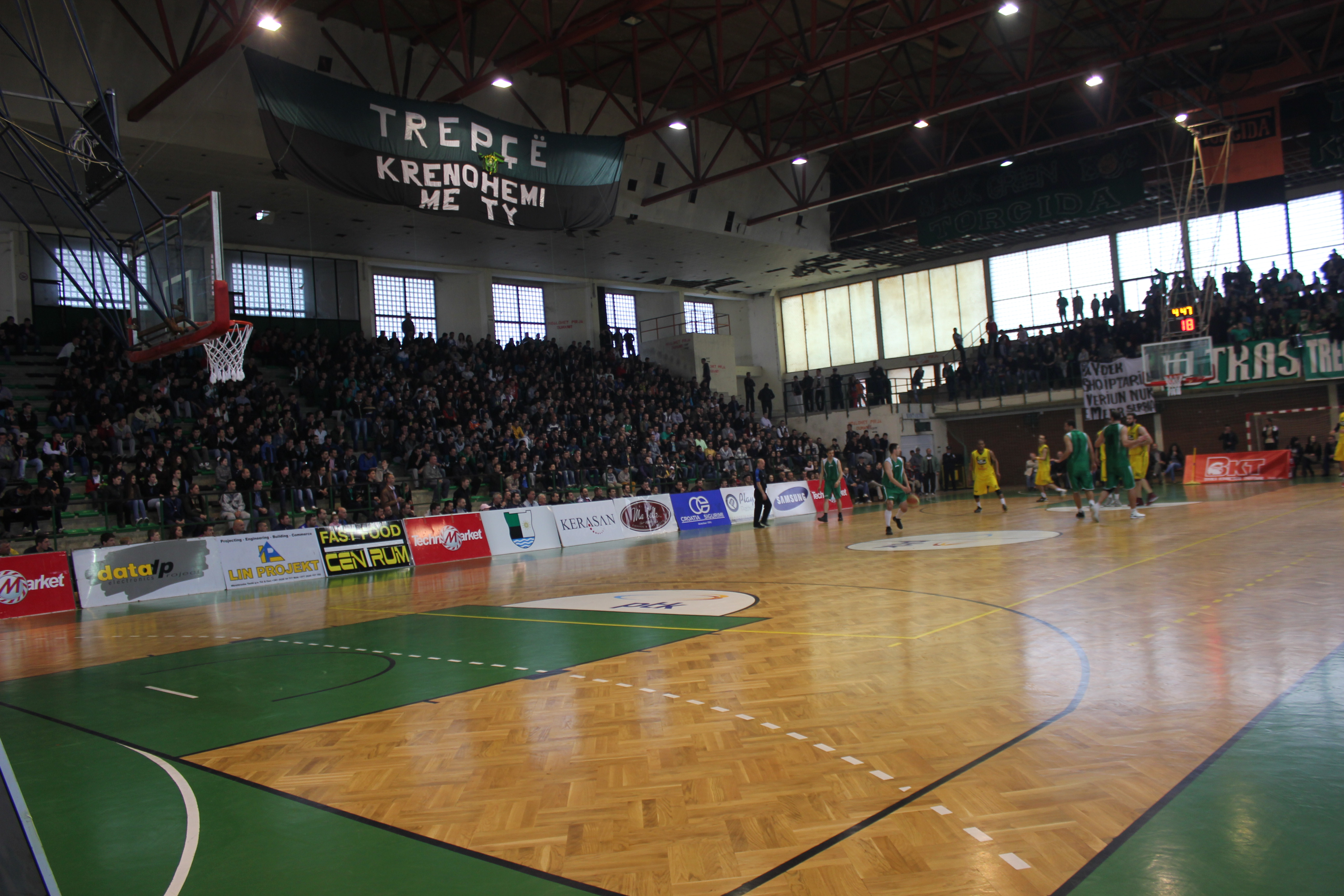
KB Trepça vs. KB Peja durante un partido de la liga regular de la ETC Superliga

## Historia
Es uno de los clubes más laureados de Kosovo, ya que tiene 5 ligas (1992, 2000, 2001, 2012, 2024) y 7 copas (1993, 2000, 2004, 2012, 2022, 2023, 2024).

## Posiciones en liga
| - 2002: 3.º - 2003: 5.º - 2004: 4.º - 2005: 3.º - 2006: 5.º - 2007: 3.º - 2008: 3.º - 2009: 4.º | - 2010: 2.º - 2011: 4.º - 2012: 2.º - 2013: 5.º - 2014: 4.º - 2015: 5.º - 2016: 4.º - 2017: 4.º | - 2018: 5.º - 2019: 5.º - 2020: 7.º - 2021: 7.º - 2022: 2.º - 2023: 4.º - 2024: 1.º |

## Palmarés
- Campeón de la Superliga

1992, 2000, 2001, 2012, 2024
- Campeón de la Copa de baloncesto de Kosovo

1993, 2000, 2004, 2012, 2022, 2023, 2024
- Campeón de la Liga Unike

2024

## Jugadores destacados
| - Herion Faslija - Narcis Begovac - Senad Delić - Jasenko Elezović - Edin Nurkanović - Dinko Pellto - Nedžad Spahić - Tarik Valjevac - Mladen Varaga - Emir Zimic - Yanko Dzhukev - Paul Campbell - Keaton Cole - Charles Manga - Benamin Bucaj - Zeljko Egeric - Davor Halbauer - Hrvoje Henjak - Eddi Jurcevic - Davor Kurilić - Jure Lonzančić - Mario Pesut | - Denis Vrsaljko - Petar Živković (baloncestista nacido en 1993) - Álvaro Calvo - Jan Orfila - Besnik Azemi - Besim Braha - Artin Gashi - Drilon Hajrizi - Naim Haxha - Esat Ibrahimi - Artan Mehmeti - Eroll Pepiqi - Korab Prekazi - Edmon Raqa - Vigan Raqa - Ilir Selmani - Bekim Syla - Besnik Tupella - Burim Zekiqi - Ylber Jusufi - Daniel Milanovski - Dime Tasovski | - Žarko Dragićević - Amir Delalić - Melvis Haskić - Marcel Mihalic - Jaka Stemberger - Curtis Allen - Jamel Artis - Marquiz Baker - Michael Bell - Trevor Berkeley - Joshua Brown - Ken Brown - Ryan Burgart - Frank Butler - Paul Davis (baloncestista nacido en 1988) - Darren Fenn - Robert Goff - Kevin Guyden - Ronald Kinney - Dominique Lacy - Jerome LaGrange - Hajji Martin - Jaleel Nelson | - David Pellom - Rodney Purvis - Kenny Rhymes - Haashim Simmons - Julius Teal - Anthony Thompson - Alan-Michael Thompson - Joshua Turner - Ryan White (baloncestista nacido en 1988) - Bryant Williams - Marko Zorz - Fikret Handžić - Vladan Đoković - Igor Miličić - John Gardiner - Muhamed Thaçi - Samir Zekiqi - Travis George - Jamal Fenton - Dennis Mims |

## Entrenadores
| Nombre                | Años          |
| --------------------- | ------------- |
| Ahmet Behrami         | 1999–2001     |
| Senad Spuzanin        | 2001–2003     |
| Čedomir Perinčić      | 2003–2004     |
| Ahmet Behrami         | 2004–2006     |
| Naim Hajrizi          | 2006–2008     |
| Aleksandar Sarkanj    | 2008–2009     |
| Saša Katalinić        | 2010–2011     |
| Ilir Selmani          | 2011–2012     |
| Neven Plantak         | 2012–2013     |
| Mika Turunen          | 2013          |
| Panče Milevski        | 2013          |
| Israel Martín         | 2013–2014     |
| Izet Tahiri           | 2014–2015     |
| Neven Plantak         | 2015–2016     |
| Dimitris Papadopoulos | 2016–2017     |
| Ilir Selmani          | 2017–2019     |
| Serhat Sehit          | 2020–2021     |
| Lyubomir Minchev      | 2021–2022     |
| Aleksandar Jončevski  | 2022–2023     |
| Engin Gençoglu        | 2023          |
| Adis Bećiragić        | 2023–presente |